# 음종
"음종"(중국어: 淫種)은 1984년에 개봉한 홍콩의 영화이다. 라우문통이 감독을 맡았으며 웡감산 등이 주연으로 출연했다.

## 줄거리
모델인 슈응아(천와이만)와 연인 관계인 사진가 목체상(웡감산)은 촬영 현장에서 저주받은 조각상을 훔치게 되고 조각상에 봉인된 악마가 슈응아를 겁간하여 악귀를 잉태시킨다. 슈응아는 목체상과 말다툼 끝에 교통사고로 죽게 되고 슈응아의 시체에서 태어난 악귀가 인간을 습격하게 된다.

## 캐스팅
- 웡감산: 목체상(莫邪生) 역
- 천와이만: 슈응아(舒雅) 역